# Атта, Мухаммед
Мухаммед Мухаммед эль-Амир Авад эль-Сайед Атта (араб. محمد محمد الأمير عوض السيد عطا‎; 1 сентября 1968, Кафр-эш-Шейх, ОАР — 11 сентября 2001, Нью-Йорк, Нью-Йорк, США) — международный террорист-смертник и авиаугонщик египетского происхождения, связанный с Аль-Каидой. Возглавлял группу из 19 смертников, осуществивших террористический акт 11 сентября 2001 года. Лидер пятерых угонщиков, захвативших самолёт Boeing 767-223ER рейса American Airlines 11. Пилотировал захваченный лайнер, осуществил таран Северной башни Всемирного Торгового Центра.

## Начало жизни
Родился в обеспеченной семье юриста. В возрасте 10 лет вместе с семьёй переехал в каирский район Абдин близ центра города. Отец не разрешал ему общаться с соседскими детьми, и Атта большую часть времени тратил на учёбу, выделяясь среди одноклассников в успеваемости. В 1985 году поступил в Каирский университет, где обучался архитектуре. В 1990 году окончил его, затем вступил в организацию «Братья-мусульмане». В течение нескольких месяцев после выпуска работал в каирском центре городского развития.

### Пребывание в Германии

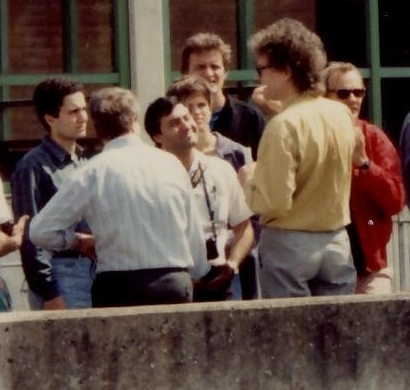
Атта (крайний слева) во время учёбы в Германии, 1993 год

По настоянию отца, недовольного оценками сына, Мухаммед начал готовиться к учёбе за границей: изучал немецкий язык в каирском институте Гёте и в июле 1992 года уехал в Германию по обмену, где в Техническом университете Гамбурга обучался городскому планированию. Немецкой паре, у которой жил Атта, не нравилась его крайняя замкнутость, набожность и неодобрительное отношение к их незамужней дочери с ребёнком, поэтому к началу 1993 года он был вынужден переехать в общежитие, где он жил до 1998 года. Из-за замкнутости Мухаммеда его отношения с новыми соседями также не сложились.
В университете обучался под начальством декана, профессора Дитмара Мешуле, специалиста по Ближнему Востоку. Атта высказывал недовольство строительством там в 1960-х — 1970-х годах массивных, обезличенных и часто уродливых жилых зданий, уничтожавших исторические кварталы и лишавших людей приватности и чувства гордости, негативно относясь к заимствованиям из западной культуры. Сфокусировался на изучении древнего сирийского города Алеппо, а именно его урбанистических ландшафтов и конфликта между арабской цивилизацией и современностью, критикуя строительство высотных зданий, ликвидирующих общественное пространство и изменяющих панораму города.
В 1994 году вместе с Мешуле на три дня посетил Сирию с целью археологических изысканий. Самостоятельно провёл несколько недель в Алеппо в августе и декабре того же года. В середине 1995 года в рамках гранта три месяца находился в Каире, где изучал последствия перестройки исламского города в туристических целях.
В Гамбурге сменил несколько мест работы: с 1992 года по середину 1997 года неполный рабочий день трудился по специальности в компании, занимавшейся городским проектированием, но из-за сокращения числа контрактов и внедрением САПР был уволен. Работал уборщиком и в автосалоне. После завершения учёбы в Германии хотел вернуться на родину, но не вернулся из-за отсутствия перспектив трудоустройства по причине отсутствия у его семьи нужных связей, а также из-за опасений подвергнуться аресту из-за своих убеждений.

## Религиозность

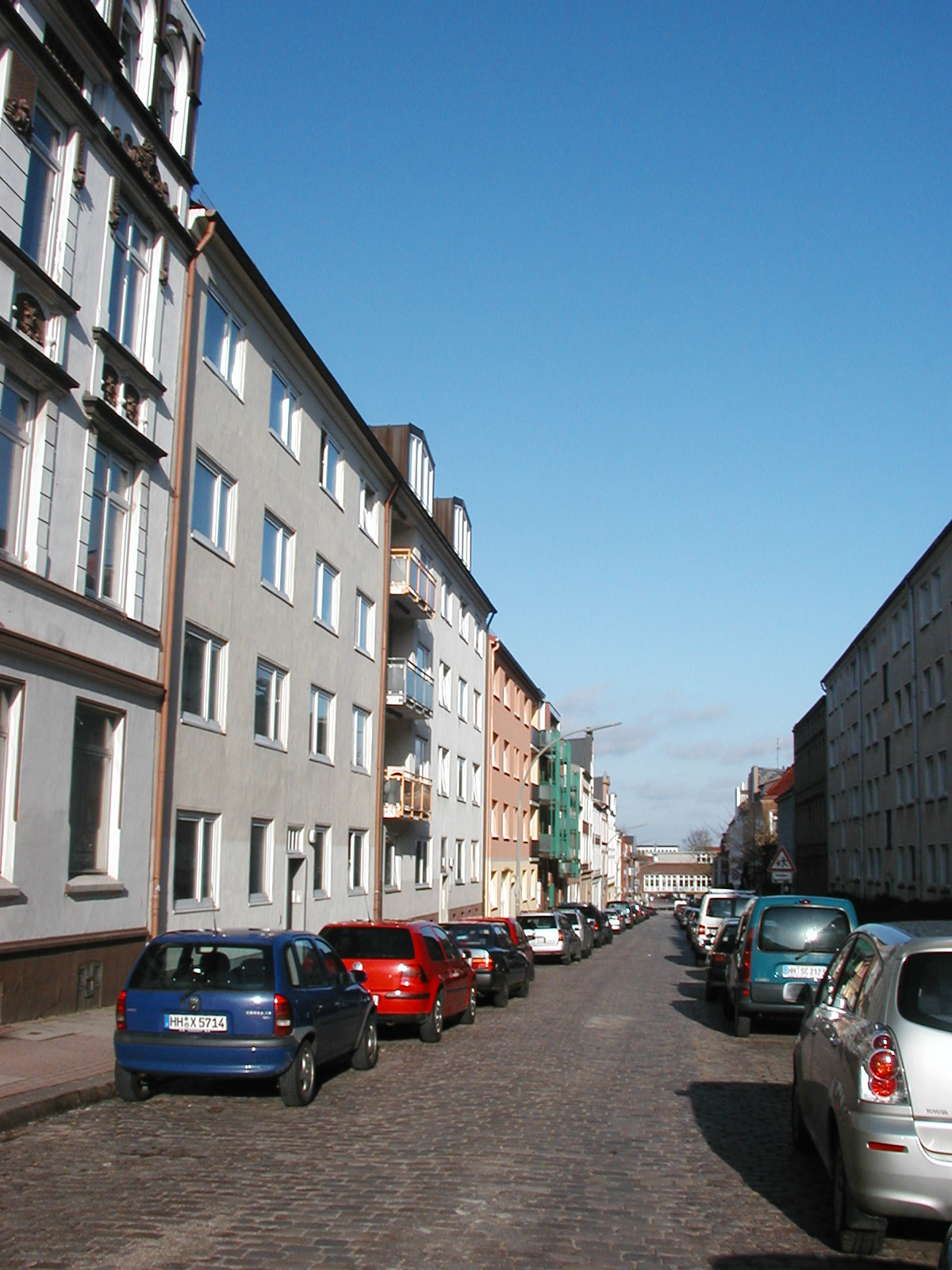
Гамбургская улица Мариенштрассе, где в 1998—2000 проживали Атта, Саид Бахаджи и аш-Шибх

С момента прибытия в Германию в 1992 году стал более набожным, часто посещал мечеть. Тамошние друзья описывали его как умного, религиозного и политизированного человека, недовольного политикой США в отношении Ближнего Востока, а именно подписанием соглашений в Осло и войной в заливе, крайне негативно относившегося к египетской правящей элите и преследованию с её стороны «Братьев-мусульман».
1 августа 1995 года вернулся в Египет для трёхмесячного обучения. Перед этим в знак приверженности исламу и в качестве политического жеста отрастил бороду. 31 октября Атта прибыл в Германию и той же осенью отправился на хадж в Мекку.
В Гамбурге посещал суннитскую мечеть аль-Кудс, проповеди в которой отличались радикальным фундаментализмом, где завёл знакомства, в частности, подружился с будущим соучастником Рамзи ибн аш-Шибхом, время от времени преподавал и сформировал религиозную группу. 11 апреля 1996 года, когда началась израильская операция в Ливане, он разозлился и подписал в мечети завещание, нёсшее печать салафизма. В этом документе он декларировал приверженность исламу и готовность пожертвовать жизнью, а также дал указания по поводу своего захоронения.
После того, как его сократили в проектной компании летом 1997 года, на зимних каникулах покинул Германию в неизвестном направлении на три месяца, объясняя это вторым паломничеством в Мекку. Вернулся в страну с новым паспортом, заявив, что потерял старый, отрастив густую и длинную бороду, казался товарищам ещё более серьёзным и замкнутым. В 1998 году в телефонном разговоре с куратором заявил, что у него были семейные проблемы, о которых он не хочет говорить.
К середине 1998 года съехал из университетского общежития в квартиру неподалёку, которую снимал вместе с друзьями Саидом Бахаджи и аш-Шибхом. К началу 1999 года закончил и в августе защитил свою диссертацию. В середине 1998 года работал на складе, где упаковывал компьютеры. Зимой этого же года вместе с соседями по квартире переехал на улицу Маринштрассе близ университета. В трёхкомнатных апартаментах в доме 54, где в разное время проживали многие члены «Аль-Каиды», включая непосредственного соучастника Мухаммеда Марвана аш-Шеххи, сформировалась ячейка радикальных исламистов, члены которой собирались три-четыре раза в неделю для осуждения действий США и выработки плана атак.
В конце 1999 года Атта, аш-Шеххи, Бахаджи, аш-Шибх и ещё один участник будущих терактов 11 сентября Зияд Джаррах решили направиться в Чечню для участия в войне на стороне боевиков, однако в последний момент один из членов «Аль-Каиды» убедил их вместо этого ехать в Афганистан, куда они направились на две недели в конце ноября. 29 ноября Мухаммед самолётом Turkish Airlines прибыл из Гамбурга в Стамбул, оттуда рейсом этой же авиакомпании в пакистанский Карачи. По прибытии они, будучи образованными, имеющими опыт проживания на Западе и умеющими говорить на английском, были отобраны заместителем бен Ладена Абу Хафсом для участия в «плане с самолётами». Близ Кандагара с ними встретился сам глава «Аль-Каиды», потребовавший клятвы верности и готовности пожертвовать жизнью, на что они согласились, после чего были направлены к Абу Хафсу и обратно в Карачи к Халиду Шейху Мохаммеду для подробного инструктажа. После этого проходил обучение в лагерях «Аль-Каиды» в Афганистане. 24 февраля он вылетел из Карачи в Стамбул, откуда прибыл в Гамбург. Сразу после возвращения в Германию вместе с аш-Шеххи и Джаррахом подал заявление об утере паспорта с целью скрыть факт въезда в Афганистан.

## Пребывание в США
Весной 2000 года он отправил 50—60 писем в различные американские лётные школы с просьбой о зачислении, 18 мая получил туристическую визу в берлинском посольстве, не подвергнувшись серьёзной проверке из-за того, что пять лет прожил в Германии, и благодаря положительной университетской характеристике. 2 июня в целях конспирации автобусом уехал в Прагу, день спустя вылетел в аэропорт Ньюарк. Вместе с аш-Шеххи проживал в отелях и съёмном жильё в Нью-Йорке, продолжая подавать заявления на приём в лётные школы. В июле террористы переехали во флоридский город Венис, где завели банковские счета, на который перечислял деньги племянник Халида Шейха Мохаммеда, и 6 числа были зачислены в лётную школу. Пилот рейса United Airlines 93 Зияд Джаррах обучался пилотированию в том же городе, но в другом учебном заведении. В Венисе Атта и аш-Шеххи проживали в доме библиотекаря школы в незанятой комнате, но из-за неуважительного отношения к хозяевам были вынуждены съехать в небольшой дом близ Нокомиса, где жили следующие 6 месяцев.
Начав тренировки 7 июля, занимался ими практически каждый день, и к концу месяца и Атта, и аш-Шеххи совершили полёты без инструктора. Получив лицензию частного пилота в сентябре, заговорщики поступили в лётную школу в Сарасоте, но после того, как провалили первый этап экзамена, в середине октября вернулись в учебное заведение в Венисе. В ноябре Мухаммед получил допуск к полётам по приборам, месяц спустя — лицензию коммерческого пилота. В декабре террористы продолжили обучение: подали заявки на тренировки на McDonnell Douglas DC-9 и Boeing 737—300, занимались на симуляторах Boeing 727 и 767, Атта приобрёл видеосъёмки кабин пилотов Boeing 747—200, 757-200, 767-300ER.
В январе 2001 года аш-Шеххи готовился уехать в Марокко, и 2 числа в посольство поступил звонок с телефонного номера Мухаммеда. Два дня спустя он вылетел в Испанию для встречи с аш-Шибхом, вернувшись в США 10 января. Несколько месяцев террористы жили в Лоренсвилле, штат Джорджия, где Атта вместе со вторым пилотом совершал полёты в районе Атланты. 3 апреля заговорщики арендовали почтовый ящик в Верджиния-Бич в штате Виргиния. 11 апреля они сняли жильё во флоридском городе Корал-Спрингс и организовали встречу прибывавших в страну непосредственных угонщиков. 2 мая после штрафа за недействительное водительское удостоверение получил новое. 27 июня вылетел из Форт-Лодердейла в Бостон, затем добрался до Сан-Франциско, рейсом оттуда 28 июня прибыл в Лас-Вегас, где встретился с тремя остальными пилотами-соучастниками.
7 июля вылетел из Майами в Цюрих, в аэропорту которого день спустя приобрёл два швейцарских ножа и некоторое количество шоколада, затем улетел в Мадрид, где остановился в гостинице близ аэропорта и позвонил связному аш-Шибха. 9 июля на арендованном автомобиле встретил аш-Шибха в аэропорту Реус. В Таррагоне они провели несколько дней в убежище «Аль-Каиды» для её испанских оперативников, где провели встречу, на которой присутствовали аш-Шеххи, Халид Шейх Мохаммед и Саид Бахаджи, с целью окончательно утвердить план действий. Через аш-Шибха бен Ладен передал свои указания относительно скорейшего начала операции и список целей, включавший здание Конгресса, Всемирный торговый центр и Пентагон как «символы США», отбрасывавший ранее обсуждавшуюся атаку на АЭС. Атта указал на то, что ему потребуется ещё пять-шесть недель для проработки деталей, и на личные разногласия с Джаррахом. Аш-Шибх опасался, что тот откажется от участия, и на замену Джарраху предположительно была предложена кандидатура Закариаса Муссауи. 16 июля аш-Шибх вылетел в Германию, три дня спустя Мухаммед с пересадкой в Атланте самолётом прибыл в Форт-Лодердейл.
25 июля на очередном арендованном автомобиле высадил в аэропорту Майами Джарраха, севшего на рейс в Германию. На следующий день вылетел из Форт-Лодердейла в Ньюарк, 30 числа вернулся обратно. 4 августа предположительно должен был встретить в аэропорту Орландо одну из кандидатур на роль двадцатого угонщика Мухаммеда аль-Кахтани, но после того, как ему было отказано во въезде в США, Атта совершил из таксофона звонок по одному из номеров, связанных с «Аль-Каидой». Три дня спустя приобрёл билет туда и обратно из Форт-Лодердейла в Ньюарк после отмены бронирования аналогичного билета по причине «проблем со здоровьем у члена семьи», однако обратным проездным документом не воспользовался и вылетел из арлингтонского аэропорта имени Рейгана в Лас-Вегас, куда впоследствии дважды летал в качестве пассажира с целью проработки действий угонщиков на практике. Сами они с той же целью также несколько раз присутствовали на рейсах в Лас-Вегас. На протяжении лета раз в месяц с целью обсудить прогресс подготовки операции встречался с одним из террористов, захвативших рейс American Airlines 77 Навафом аль-Хазми. 23 августа, как сообщалось, Моссад передал ЦРУ список из 19 имён предполагаемых террористов, планировавших атаки в ближайшем будущем. В этом списке были имена Мухаммеда Атты, Марвана аш-Шеххи, Халида аль-Михдара и Навафа аль-Хазми.

## 11 сентября 2001

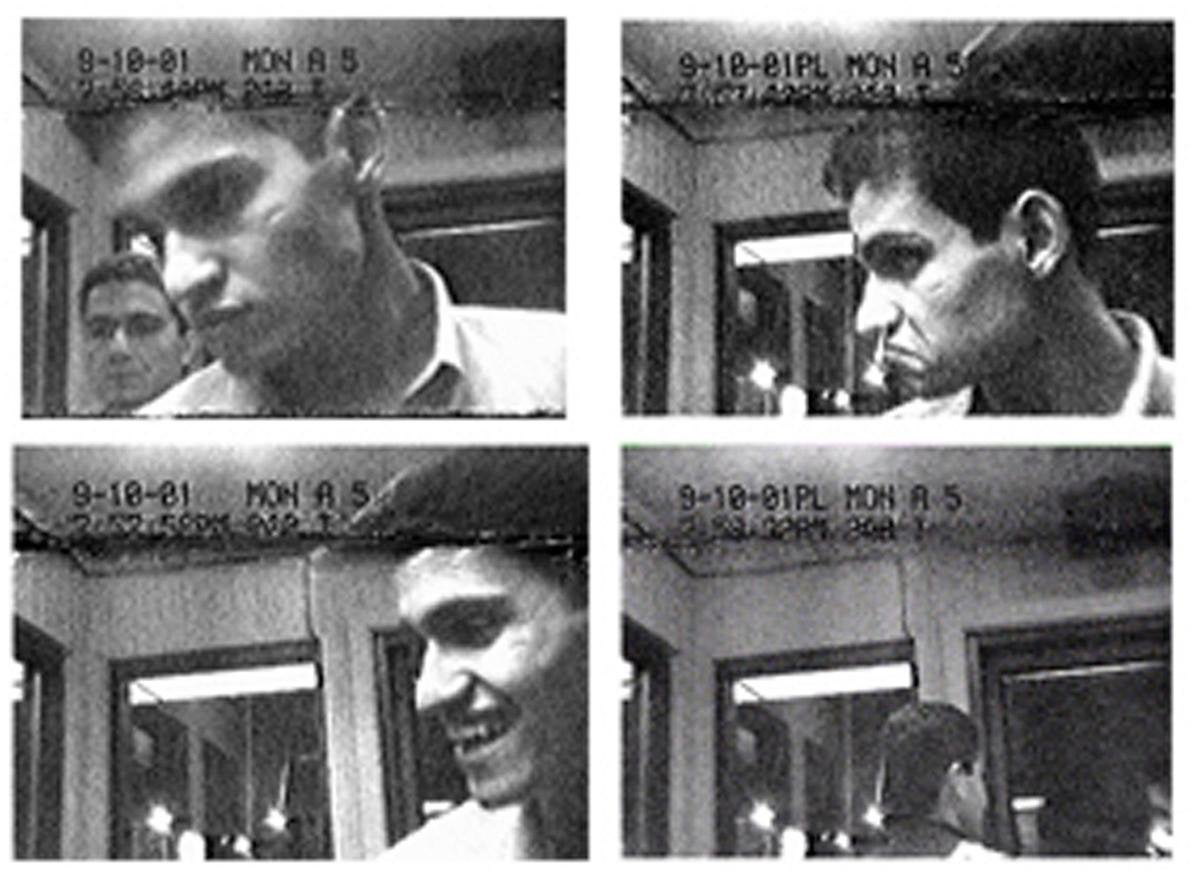
Абдулазиз аль-Омари и Мухаммед Атта (на заднем плане) у банкомата в Саут-Портленде 10 сентября 2001 года в 20:41

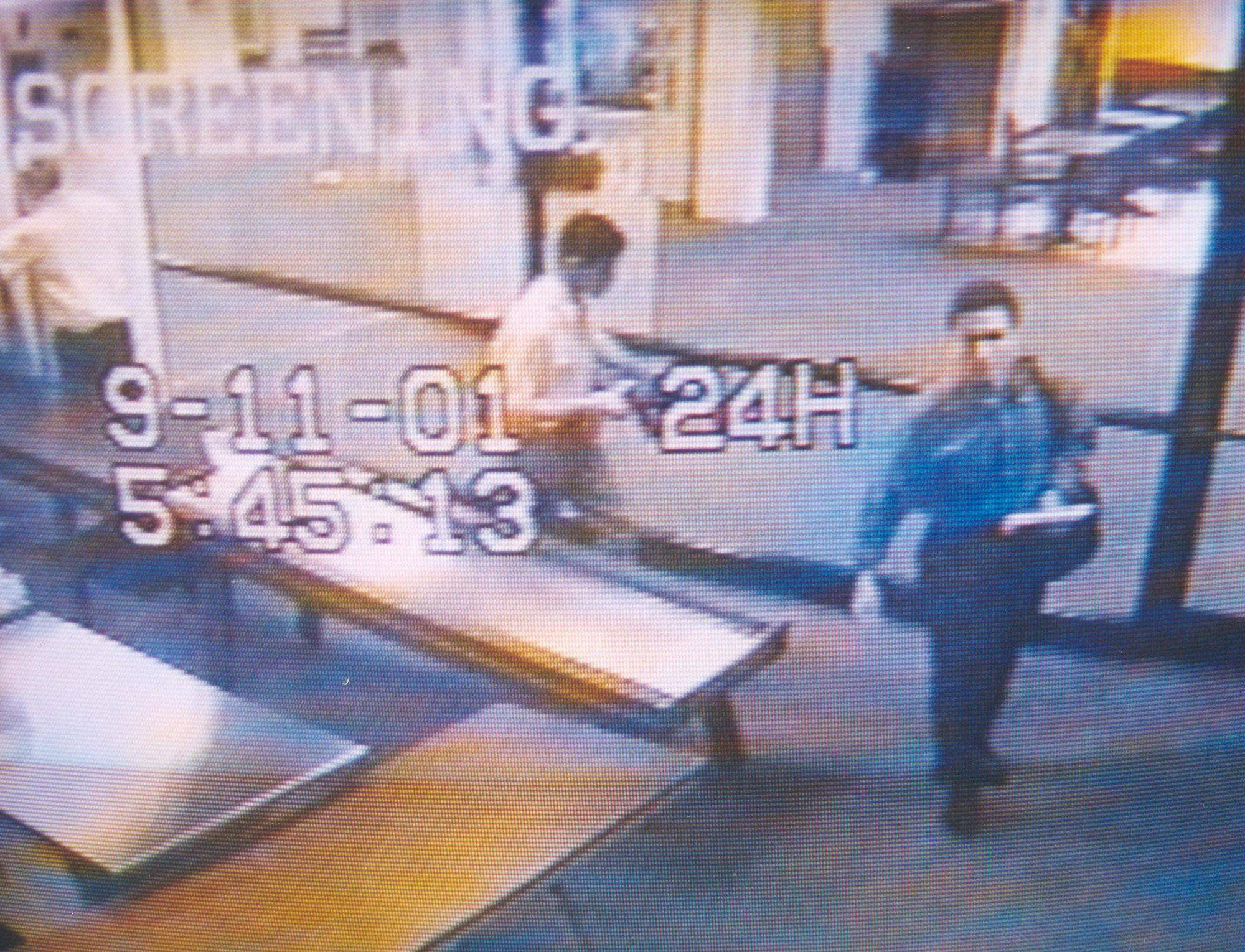
Мухаммед Атта (в синей рубашке) и Абдулазиз аль-Омари в аэропорту Портленда 11 сентября 2001 года в 5:45

10 сентября Мухаммед Атта и Абдулазиз аль-Омари выехали из Бостона и провели ночь в отеле в Саут-Портленде.
11 сентября в 5:41 утра по местному времени Атта и аль-Омари прибыли в аэропорт Портленда, где Атта был выбран для сканирования багажа, однако проверка не выявила ничего подозрительного, и в 6:00 заговорщики сели на рейс CJC 5930 авиакомпании Colgan Air, направившись в бостонский аэропорт Логан. Перелёт занял 45 минут.
В 6:45, когда оба террориста прилетели в аэропорт Логан, туда прибыли ещё трое угонщиков рейса AA11: Сатам ас-Суками и братья Ваиль и Валид аш-Шехри. В 6:52 Мухаммеду поступил звонок от Марвана аш-Шеххи (находился в том же аэропорту в соседнем терминале). В ходе разговора Атта и аш-Шеххи подтвердили, что планы атаки остаются в силе. В 7:35 Мухаммед Атта и Абдулазиз аль-Омари поднялись на борт самолёта. Атта занял место 8D в бизнес-классе. В 7:59 самолёт вылетел с 14-минутной задержкой, направившись в Лос-Анджелес. На борту находились 92 человека (11 членов экипажа и 81 пассажир, включая 5 террористов).
Комиссия 9/11 считает, что террористы захватили лайнер в 8:14. В это время пилоты перестали отвечать авиадиспетчерам. В 8:16 лайнер стал сходить с курса. В 8:19 стюардесса Бэтти Онг сообщила по бортовому телефону в офис авиакомпании American Airlines, что борт захвачен: две бортпроводницы и один пассажир получили ножевые ранения, а доступ в кабину пилотов отсутствует.
В 8:23 авиадиспетчеры Бостона услышали объявление голосом Мухаммеда Атты:

У нас есть несколько самолётов. Просто сидите тихо, и с вами всё будет в порядке. Мы возвращаемся в аэропорт.
В 8:24 Мухаммед Атта, взявший на себя пилотирование захваченным лайнером, сделал второе объявление:

Никому не двигаться! Всё будет в порядке! Если вы попытаетесь сделать что-либо, вы подвергнете опасности себя и самолёт. Просто сидите тихо!
Вероятно, Атта хотел сделать объявление заложникам, но перепутал кнопки и случайно связался с авиадиспетчерской. В 8:34 террорист вновь сделал объявление:

Никому не двигаться, пожалуйста! Мы возвращаемся в аэропорт. Не пытайтесь сделать каких-либо глупостей.
В 8:46 рейс AA11 под управлением Мухаммеда Атты на скорости примерно 748 км/ч врезался в Северную башню ВТЦ. Пожар в здании продлился 102 минуты, после чего в 10:28 башня обрушилась.
По неясной причине багаж Атты не был погружён в самолёт. В сумках были обнаружены комплекты униформы сотрудников авиакомпании, лётные руководства, копия завещания Мухаммеда и напутствие заговорщикам, призывавшее воплотить в жизнь клятву умереть, сохранять спокойствие и называвшее жертв трагедии «животными», которым «не нужно чинить неудобства во время убоя».

## Ошибочная идентификация
После обнародования имён террористов Атту первоначально ошибочно идентифицировали как гражданина США Махмуда Махмуда Атту, в 1986 взорвавшего автобус с израильтянами на западном берегу реки Иордан, после чего уехавшего в Венесуэлу, откуда он был депортирован в США и в конце концов передан Израилю. Как сообщалось, Махмуд Махмуд Атта посещал международную офицерскую школу при авиабазе Максвелл в городе Монтгомери, штат Алабама, однако различия в биографиях, в частности, значительная разница в возрасте, позволили установить ошибку.
- После атак 11 сентября министерство внутренних дел Чехии заявило, что 8 апреля 2001 года Атта посещал Прагу, где встречался с агентом иракской разведки, консулом Ахмедом аль-Ани[82]. После передачи этой информации ФБР и совместного расследования выяснилось, что такой встречи в действительности не происходило, а основанием для подозрений чешских спецслужб стала путаница между прибывшим в страну 31 мая 2000 года, за 3 дня до террориста, пакистанским бизнесменом с иным написанием имени и его тёзкой-заговорщиком[83][84][85].
- В 2005 году подполковник армии США Энтони Шеффер и конгрессмен Курт Уэлдон обнародовали информацию о том, что в ходе работы проекта министерства обороны по сбору разведывательной информации «Able Danger[англ.]» в начале 2000 года якобы было установлено, что Мухаммед Атта, Наваф аль-Хазми, Халид аль-Михдар и Марван аш-Шеххи являлись членами ячейки «Аль-Каиды» в Бруклине[86]. Заявления Шеффера базировались на информации, полученной от капитана ВМС Скотта Филпота, от которой он позже отказался[87][88]. Пятеро свидетелей, допрошенных в рамках расследования генерального инспектора министерства, впоследствии заявили о том, что в итоговом докладе их показания были искажены[89].

## Мотивация
Существуют различные взгляды на мотивацию и поведение Атты: по одной версии, он и его сообщники всего лишь подчинились деструктивному влиянию бен Ладена, по другой — он совершил террористический акт в политических целях и был психически здоров, а его характеристика как депрессивного, не способного наслаждаться жизнью и отчуждённого от друзей и общества не так очевидна. Высказывалось мнение, что Атта имел суицидальные наклонности и демонстрировавшиеся им социальная изоляция, депрессия, чувства вины и позора, ощущение безнадёжности и гнев характерны для самоубийц и убийц, совершающих самоубийство, и религиозные и политические взгляды Мухаммеда, хоть и повлияли на выбор им способа суицида и цели для атаки, не являлись причиной его поведения.
Отец Атты полностью отрицал связь сына с терактами и обвинил Моссад и правительство США в том, что они подставили Мухаммеда, также опровергая сообщения СМИ о том, что его сын много пил, и описывая его как тихого, не вовлечённого в политику и увлечённого архитектурой, заявив, что разговаривал с ним по телефону 12 сентября. В конце 2012 года дал интервью Bild, в котором утверждал, что Мухаммед жив и скрывается, а ответственность за теракты несут на себе американские христиане. Три года спустя отец Атты заявил, что сына убил Моссад.